# Micrura elegans
Micrura elegans är en djurart som tillhör fylumet slemmaskar, och som beskrevs av Senz 1993. Micrura elegans ingår i släktet Micrura och familjen Lineidae. Inga underarter finns listade i Catalogue of Life.